# Tekija, Paraćin
Tekija (izvirno srbsko Текија) je naselje v Srbiji, ki upravno spada pod Občino Paraćin; slednja pa je del Pomoravskega upravnega okraja.

## Demografija
V naselju živi 939 polnoletnih prebivalcev, pri čemer je njihova povprečna starost 35,7 let (35,9 pri moških in 35,6 pri ženskah). Naselje ima 327 gospodinjstev, pri čemer je povprečno število članov na gospodinjstvo 3,82.
To naselje je, glede na rezultate popisa iz leta 2002, večinoma srbsko.
|  |

| Demografija | Demografija     | Demografija     |
| Leto        | Št. prebivalcev | Št. prebivalcev |
| ----------- | --------------- | --------------- |
|             |                 |                 |
|             |                 |                 |
|             |                 |                 |
|             |                 |                 |
| 1948        | 316             |                 |
| 1953        | 415             |                 |
| 1961        | 436             |                 |
| 1971        | 542             |                 |
| 1981        | 960             |                 |
| 1991        | 1169            | 1122            |
| 2002        | 1302            | 1251            |
|             |                 |                 |

| Etnična sestava po popisu iz leta 2002 | Etnična sestava po popisu iz leta 2002 | Etnična sestava po popisu iz leta 2002 | Etnična sestava po popisu iz leta 2002 | Etnična sestava po popisu iz leta 2002 |
| -------------------------------------- | -------------------------------------- | -------------------------------------- | -------------------------------------- | -------------------------------------- |
| Srbi                                   | Srbi                                   |                                        | 1.191                                  | 95,20%                                 |
| Romi                                   | Romi                                   |                                        | 48                                     | 3,83%                                  |
| Albanci                                | Albanci                                |                                        | 3                                      | 0,23%                                  |
| Makedonci                              | Makedonci                              |                                        | 2                                      | 0,15%                                  |
| Črnogorci                              | Črnogorci                              |                                        | 1                                      | 0,07%                                  |
| Bošnjaki                               | Bošnjaki                               |                                        | 1                                      | 0,07%                                  |
| Neznano                                | Neznano                                |                                        | 2                                      | 0,15%                                  |